# Сланов, Габдол
Габдол Сланов (каз. Ғабдол Сланов; 15 сентября 1911, Кзыл-Кугинский район Гурьевской области (ныне Кзылкогинский район Атырауской области Казахстана) — 17 февраля 1969, Алма-Ата) — казахский советский писатель, журналист, переводчик.

## Биография
Окончил Уральскую городскую ремесленно-техническую школу. В 1928—1931 работал на нефтяником на Макатском промысле. С 1930 года работал в Алма-Ате в Наркомземе Казахской автономной ССР.
С апреля 1931 Г. Сланов — сотрудник редакции газеты «Трудовой Казах», затем «Социалистик Казахстан», работал сначала литературным сотрудником, а потом руководителем отдела, очеркистом. В редакции газеты проработал 15 лет.
Позже до 1957 — директор литературно-мемориального музея Джамбула, продолжал сотрудничество с газетами республики.

## Творчество
Габдол Сланов — автор многих романов и повестей, стихов, фельетонов, очерков на русском и на казахском языках .
Произведения его проникнуты глубокой романтикой и лиризмом. Писатель очень хорошо чувствует и описывает природу родного края.
Литературный дебют Г. Сланова состоялся в 1938 году выпуском в свет первой книги рассказов и очерков . В том же году написал повесть «Поток мечты», которая получила премию на республиканском конкурсе, посвященном 20-летию ВЛКСМ. Следующее большое произведение писателя — роман «Донь Аскан», (1941). В 1945 году был напечатан его роман «Огнедышащая гора».
Вскоре Г. Сланов создает роман «Приволье» (1954). В переводе на русский язык он вышел отдельной книгой в Москве и Алма-Ате. Перу писателя принадлежит также роман «Буйное русло реки» о тяжелых условиях труда рабочих на золотодобывающем руднике, жизни казахских жатаков в Западном Казахстане до Октябрьской революции, борьбе за свободу, их участии в гражданской войне, зарождении и становлении рабочего класса в Семиречье.
Роман «Донь Аскан», в котором автор описывает предреволюционные события в Западном Казахстане, дважды переиздавался на русском языке (в 1958 и 1965 годах) под названием «Степь да степь».
Г. Слановым переведен на казахский язык роман А. Фадеева «Молодая гвардия».

## Избранные произведения
- романы «Шалкар», «Донь Аскан», «Буйное русло реки», «Степь да степь», «Жанар тау»,
- повесть «Кызбел»,
- пьеса «Махамбет»,
- сборник очерков «На вершине жизни»
- очерки «Современники», «Гражданин», «Сын Алтая», «Летопись эпохи» и другие.

Пьеса «Махамбет» была поставлена на сценах республиканских и областных театров.

## Награды
- Орден «Знак Почёта»

## Память
- В 1969 году улице Кирпичной в г Талды-Кургане было присвоено имя Г.Сланова
- Улица Г.Сланова имеется в г. Атырау.
- В 2001 Атырауской областной универсальной научной библиотеке присвоено имя казахского писателя Габдола Сланова (постановление Правительства Республики Казахстан от 24 июля 2001 г. № 1000).
- В 2011 почта Казахстана выпустила марку, посвященную 100-летию со дня рождения писателя.
- Улица Г.Сланова имеется в г. Алматы.